# المحكمة العليا (السعودية)

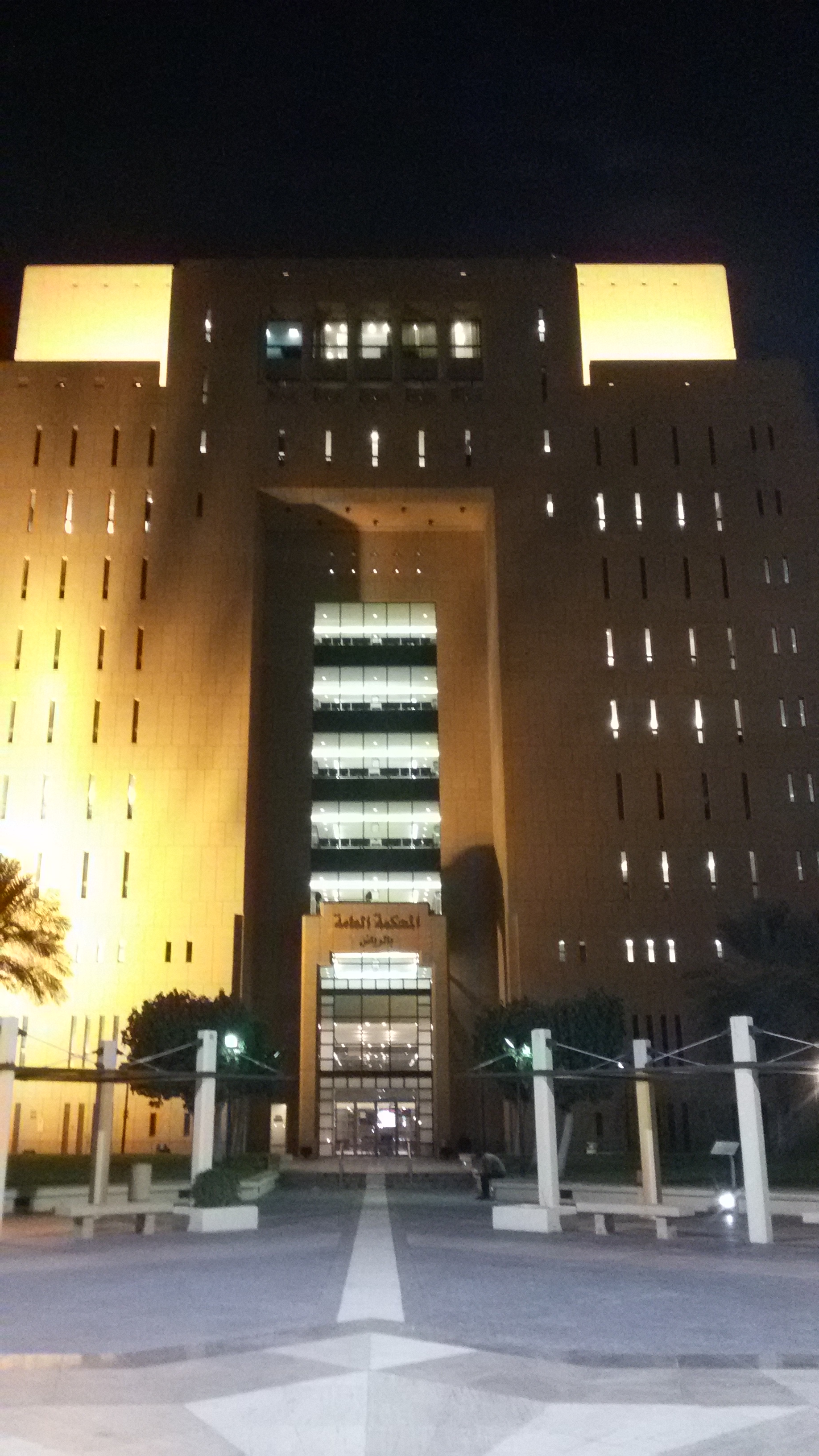
صورة للمحكمة العامة (جنوب الرياض) التقطت ليلا

مبنى المحكمة العامة بجانب المحكمة الجزائية بمدينة الرياض.

المحكمة العليا؛ أعلى سلطة قضائية في المملكة العربية السعودية، تقع في مدينة الرياض، وتعتبر محكمة قانون وليست محكمة موضوع، فهي تحاكم الحكم من حيث صحة تطبيق القواعد الشرعية والنظامية وتأويلها، وكذلك من حيث الإجراءات التي اتبعت في المحاكمة،  دون أن يكون لها التدخل في تصوير الوقائع أو في تقدير الأدلة.
وتهدف المحكمة العليا إلى مراقبة سلامة تطبيق أحكام الشريعة الإسلامية وما يصدره ولي الأمر من أنظمة لا تتعارض معها. وتوجيه النظر إلى القصور الذي قد يشوب بعض الأنظمة، وتتألف من رئيس واحد يعين بأمر ملكي، وعدد من القضاة بدرجة رئيس محكمة استئناف، وتباشر اختصاصاتها من خلال دوائر متخصصة، تؤلف كل منها من ثلاثة قضاة، باستثناء الدائرة الجزائية فإنها تؤلف من خمسة قضاة، ويكون لكل دائرة رئيس.

## عملها
توزع الدعاوى التي تختص بها المحكمة العليا على عدد من الدوائر وهي: دوائر للدعاوى الحقوقية والجزائية والأحوال الشخصية، وهناك دوائر أخرى تجارية وعمالية، ويتم تحديد الدعاوى التي تنظرها بقرار من المجلس الأعلى للقضاء بناءً على اقتراح رئيس المحكمة العليا. كما تعمل على مراجعة قضايا الحدود، والرقابة على الأحكام الصادرة من محاكم الاستئناف، والنظر في طلبات معاودة السير في الخصومة، إضافة إلى الفصل في طلبات التماس إعادة النظر في الأحكام الصادرة عنه.
وتتولى المحكمة العليا إعلان دخول شهر رمضان المبارك وانتهائه، وبداية موسم الحج وانتهائه، وتصدرلذلك بيانات رسمية تُنشر في الصحف المحلية والقنوات الحكومية.

## مقر المحكمة العليا
بحسب نظام القضاء توجد محكمة عليا واحدة على قمة التنظيم القضائي في المملكة، ومقرها مدينة الرياض و بالتحديد في حي المروج (شمال الرياض) - طريق العليا.

## تشكيل المحكمة العليا
تتألف المحكمة العليا من رئيس بمرتبة وزير وعدد كاف من القضاة وأمين للمحكمة بدرجة رئيس محكمة استئناف.

## هيئة عامة بالمحكمة العليا
استحدث النظام القضائي الجديد هيئة عامة في المحكمة العليا تنعقد برئاسة رئيس المحكمة وعضوية جميع قضاتها؛ لتقرير مبادئ عامة في المسائل المتعلقة بالقضاء، والنظر في المسائل التي تنص الأنظمة على نظرها من الهيئة العامة. وهذا يعتبر بلا شك نقلة نوعية فريدة من نوعها تساعد القضاة كثيراً، وذلك من خلال الرجوع إلى هذه المبادئ في حال أشكل عليهم أمر من أمور القضاء.
ومن مهام الهيئة أنه إذا رأت إحدى دوائر محكمة الاستئناف العدول عن مبدأ سبق أن أخذت به إحدى دوائر المحكمة العليا في قضايا سابقة، فيرفع الأمر إلى رئيس المحكمة العليا لإحالته إلى الهيئة العامة للمحكمة العليا للفصل فيه.

## اختصاصات المحكمة العليا
مراقبة تطبيق أحكام الشريعة الإسلامية وما يصدره ولي الأمر من أنظمة لا تتعارض معها في القضايا التي تدخل ضمن ولاية القضاء العام، وذلك في الاختصاصات التالية:
1. مراجعة الأحكام والقرارات التي تصدرها أو تؤيدها محاكم الاستئناف بالقتل أو القطع أو الرجم أو القصاص في النفس أو فيما دون النفس.
2. مراجعة الأحكام والقرارات التي تصدرها أو تؤيدها محاكم الاستئناف المتعلقة بقضايا لم ترد في الفقرة السابقة، أو بمسائل إنهائية، ونحوها، دون أن تتناول وقائع القضايا متى كان محل الاعتراض على الحكم ما يلي:
  1. مخالفة أحكام الشريعة الإسلامية وما يصدره ولي الأمر من أنظمة لا تتعارض معها.
  2. صدور الحكم من محكمة غير مشكلة تشكيلاً سليماً طبقاً لما نص عليه نظامًا.
  3. صدور الحكم من محكمة أو دائرة غير مختصة.

## أعضاء المحكمة الحاليون
سعد بن بريك القرني، إبراهيم بن عبدالرحمن آل عتيق، بدر بن صالح السعد، عمر بن علي الحمد، إبراهيم بن حبيب آل فهيد، محمد بن عبدالعزيز آل فواز، فهد بن أحمد السلامه، عبدالمحسن بن علي الفقيه، أحمد بن صالح المحيميد، حجاب بن عايض العتيبي، محمد بن سليمان الفهيد، وعبداللطيف بن محمد السبيل.